# Lackson Chanda
Lackson Chanda (ur. 1960 w Luanshyi) – zambijski piłkarz grający na pozycji napastnika. W swojej karierze rozegrał 1 mecz w reprezentacji Zambii.

## Kariera klubowa
W swojej karierze piłkarskiej Chanda grał w klubach Roan United (1979-1981) i Vitafoam United FC (1982-1990).

## Kariera reprezentacyjna
W reprezentacji Zambii Chanda zadebiutował 8 marca 1986 roku w przegranym 2:3 grupowym meczu Pucharu Narodów Afryki 1986 z Kamerunem, rozegranym w Aleksandrii. Był to zarazem jego jedyny rozegrany mecz w kadrze narodowej.